# Rosa soulieana
Rosa soulieana là loài thực vật có hoa trong họ Hoa hồng. Loài này được Crép. miêu tả khoa học đầu tiên năm 1896.